# Noir (anime)
Noir (ノワール Nowaaru?) es una serie de anime creada en el año 2001. Cuenta la historia de dos jóvenes asesinas que buscan respuestas sobre su pasado y sobre por qué se han dedicado a un trabajo tan poco común. A lo largo de la serie, se ven envueltas en una compleja trama orquestada por dos facciones de una sociedad secreta, que recibe el nombre de Les Soldats (Los Soldados en francés).
En Japón, la serie se emitió en la cadena TV Tokyo, que es conocida por sus extremadamente firmes normas éticas, entre las cuales se incluye "Nada de Sangre". Excel Saga, otra serie que también se emitió en esta cadena, decidió ignorar la norma en su último episodio. Noir, por el contrario, mantiene la norma ética gracias a una estilización del combate con las armas.
Cabe que mencionar que el término "Noir" no sólo es el término francés para "negro", sino que además es un género cinematográfico. El anime Noir aprovecha este doble significado en su título: la acción transcurre en su mayor parte en Francia y su ambientación es oscura, y con altas dosis de violencia (ambas características del cine negro). Animax Latinoamérica emitió este anime a partir del 24 de abril de 2006, el 8 de mayo de 2008 pasa a emitirse en Lollipop y retirado el 6 de noviembre de ese mismo año. En España fue distribuida en DVD por Selecta Visión en 2004 y emitida en La Sexta y en Buzz.

## Personajes
- Kirika Yuumura

Voz por: Houko Kuwashima
Kirika es una joven estudiante que ha perdido todos sus recuerdos del pasado, y solo tiene la certeza de que su auténtico nombre es Noir. Se desconoce si el nombre de Kirika Yuumura es verídico, pues lo único que la une con él es una tarjeta de estudiante con ese nombre y su foto. Se encuentra con Mireille en el primer episodio, con una oferta para hacer una peregrinación hacia el pasado. Resulta que, cuando era una niña pequeña, Kirika asesinó a la familia de Mireille siguiendo órdenes de Les Soldats, pero antes de morir la madre de Mireille le pidió a Kirika que cuidase de su hija. Es una asesina excelente, y suele usar una Beretta M1934, pero es capaz de utilizar también objetos cotidianos para acabar con sus objetivos. El tema musical de Kirika es 'Canta Per Me'. 
- Mireille Bouquet

Voz por: Kotono Mitsuishi
Una mujer de Córcega nacida en el seno de una poderosa familia, Mireille y su tío son los únicos supervivientes del brutal ataque orquestado por Soldats sobre su familia. Esta fue asesinada ya que los padres de Mireille se negaron a que su hija fuese criada y enseñada a convertirse en Noir. Sería su tío el que la enseñase el oficio de asesina, una vez que ambos se hubiesen exiliado a Francia. Años después, cuando ya es una asesina de indudable reputación, recibe un correo electrónico de parte de Kirika con una melodía familiar. Acepta trabajar conjuntamente con Kirika debido a que esta posee un reloj idéntico al que tenía su padre, pero le advierte que, una vez que se conozca toda la verdad de lo acaecido en el pasado, se encargará de matar a Kirika. Irónicamente, el nombre en clave que Mireille escoge para trabajar con Kirika es Noir, asumiendo el papel que sus padres desearon evitar. A lo largo de toda la serie Mireille utiliza una Walther P99. El tema musical de Mireille es 'Corsican Corridor' y 'Salva Nos'. 
- Chloe

Voz por: Aya Hisakawa
Una misteriosa figura que aparece a la mitad de la serie, afirma ser la Auténtica Noir. A pesar de tener la misma edad que Kirika, es extremadamente diestra como asesina, un hecho impactante si se tiene en cuenta que jamás utiliza un arma de fuego, sino que usa cuchillos y otras armas blancas. Chloe es leal a Altena y trabaja al lado de Soldats, para la facción dirigida por Altena. Fue testigo en su infancia del asesinato de la familia Bouquet por parte de Kirika, y desde entonces siente una gran admiración por ella. Su tema musical es 'Secret Game' (además de la canción instrumental 'Chloe'). 
- Altena

Una figura matriarcal, de alto rango dentro de la estructura de Soldats, se encarga de trabajar para que se cumpla "Le Grand Retour". Vive en un lugar denominado "El Señorío", un viñedo mantenido con la tecnología del Medievo. "El Señorío" se encuentra situado entre la frontera de Francia y España, y es "un lugar olvidado" del mundo (probablemente inspirado por Andorra). Altena se quedó huérfana durante una guerra (probablemente un conflicto durante la Guerra Fría, si nos basamos en fechas aproximadas) y fue violada por un soldado. Este trauma la llevó a creer que si un amor excesivo puede destruir, entonces el odio puede llegar a salvar. Su tema musical es 'Lullaby', y en el anime original le pone voz TARAKO.

## Interpretación
Además de ser una serie de acción y que contiene un ligero yuri (como es normalmente vista), hay un fuerte uso de un simbolismo oculto que la serie utiliza en muchos modos distintos. Uno de los aspectos relevantes de la serie es el tratamiento que hace de la simbología cristiana y las diferentes manifestaciones que se da en ella. Muchos de los personajes adquieren el aspecto de peregrinos en busca de la verdad, de Dios, de la vida. El tratamiento, por ejemplo, de conceptos tales como la culpa, el pecado, la vida, la pureza, la peregrinación al pasado, etc., son claras manifestaciones de una aplicación, más o menos moderada, de problemas teológicos y existenciales a la serie. Pueden resaltarse las múltiples referencias que se hacen a los huertos, los templos, los nombres de los santos, las doncellas, los caballeros, al igual que a los edificios y la arquitectura (en su mayoría antigua), sin olvidar la música (cantada en latín), como otras tantas referencias de Noir que trasladan al espectador al Medioevo, a pesar de desarrollarse en el mundo contemporáneo. Es conocido que muchas de las historias de Mashimo tienden a ser más de lo que parecen a simple vista, insertando, además de referencias a películas de vaqueros, un fuerte subtexto cristiano y medieval que impregna toda la historia. A esto se suman las distintas menciones que hacen a crímenes perpetrados por estados, por organizaciones criminales e incluso por individuos que componen el submundo oscuro en que se sumergen las heroínas de la historia. Por tanto hay una enorme cantidad de material que pasa desapercibida que hace de Noir una serie muy compleja.

## Música
La música de la serie Noir suele ser el aspecto más alabado de la serie por los fanes[cita requerida], pues su equilibrada mezcla de Techno, Opera y música de ambiente francés es notoria por su creatividad. También se ha observado, tras un análisis de la serie, que influye mucho en la percepción que tiene el espectador de la escena. La compositora de toda la música de la serie (exceptuando el tema del final, donde están los créditos) es Yuki Kajiura, acompañada por la vocalista principal Yuriko Kaida, la vocalista secundaria Yuri Kasahara, y la propia banda de Yuki See-Saw. Yuki Kajiura también ha compuesto la banda sonora de otras conocidas series de anime, como por ejemplo .hack//SIGN o Madlax, ambas teniendo un estilo musical similar al de Noir. La canción que inicia la serie, "KOPPERIA no Hitsugi" (Ataúd de Coppélia), ha sido escrita por el grupo Ali Project, el cual también se encarga de tocar la pieza. La canción del final, "Kirei na Kanjou" (que significa "Bellas Emociones"), así como su versión solo para piano, son de Akino Arai.

## Banda sonora oficial
A continuación se encuentran los títulos de las canciones de la Banda sonora original de la serie. Se mantienen los nombres en inglés de las canciones, aunque se proporciona una plausible traducción al castellano de los títulos que lo requieran.